# Rugslag (wedstrijdslag)

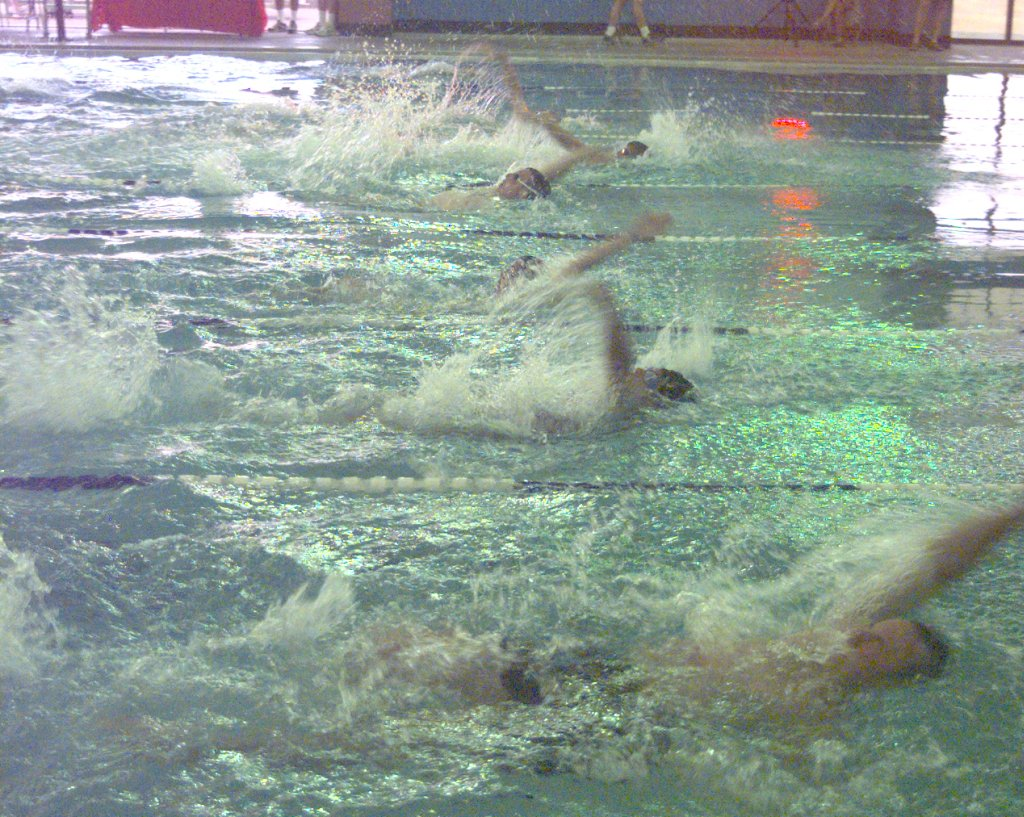
Rugcrawl

Rugslag is een zwemslag die op de rug wordt gezwommen. In de wedstrijdsport wordt rugslag gezien als alle denkbare slagen waarbij het lichaam op de rug blijft liggen. In de praktijk wordt de rugcrawl vaak gebruikt als rugslag. Het onderdeel heeft als voordeel een eenvoudige ademhaling, maar als nadeel dat de zwemmer niet ziet waar hij zich bevindt. Om dat te ondervangen worden in zwembaden vaak herkenningspunten aan het plafond boven het bassin bevestigd. Tijdens wedstrijden hangen op vijf meter van de kant zogenoemde "rugslagvlaggen" boven het water. De zwemmer weet hoeveel slagen hij moet zwemmen van deze vlaggen tot de andere kant. Dit neemt niet weg dat het risico om tegen de kant te botsen nog steeds aanwezig is.
De rugslag werd voor het eerst gedemonstreerd bij de Olympische Spelen van 1912 in Stockholm, en wel door Harry Hebner. Omdat de Amerikaan het nummer won, stond zijn techniek geruime tijd symbool voor anderen. Lange tijd is gezwommen met gestrekte armen. Tegenwoordig hanteren zwemmers uitsluitend de gebogen armtechniek.

## Reglement
Volgens het door de FINA vastgestelde reglement moet de deelnemer:
- Tijdens een wedstrijd de gehele wedstrijd op zijn rug blijven liggen. Hij verlaat de rugligging indien de hoogstliggende schouder een hoek maakt van minimaal 90 graden met het wateroppervlak;
- Wanneer de rugligging bij het keerpunt wordt verlaten, dient de keerhandeling met één enkele of dubbele ononderbroken armdoorhaal te worden ingezet;
- Ook mag de deelnemer na elke start en elk keerpunt niet meer dan 15 meter - in rugligging - onder water zwemmen;
- Als laatste dient er bij de rugslag altijd in rugligging, met een willekeurig lichaamsdeel, te worden aangetikt bij de aankomst.

## Rugslag in wedstrijdverband
- 50 meter rugslag (geen olympisch nummer)
- 100 meter rugslag
- 200 meter rugslag

Bovendien maakt de rugslag (rugcrawl) deel uit van:
- 100 meter wisselslag (alleen gezwommen op kortebaan)
- 200 meter wisselslag
- 400 meter wisselslag
- 4x100 meter wisselslag (estafette)

## Vermaarde rugslagzwemmers
- Melissa Belote, Verenigde Staten
- Antje Buschschulte, Duitsland
- Krisztina Egerszegi, Hongarije
- Rodolfo Falcon, Cuba
- Harry Hebner, Verenigde Staten
- Lenny Krayzelburg, Verenigde Staten
- John Naber, Verenigde Staten
- Roland Matthes, Oost-Duitsland
- Aaron Peirsol, Verenigde Staten
- Rica Reinisch, Oost-Duitsland
- Jeff Rouse, Verenigde Staten
- Jolanda de Rover, Nederland
- Vladimir Selkov, Sovjet-Unie/Rusland